# Universiteit van Californië - Merced
De Universiteit van Californië - Merced (Engels: University of California, Merced; afgekort UC Merced of UCM) is een Amerikaanse openbare onderzoeksuniversiteit in de Californische San Joaquin Valley, meer bepaald in Merced County, nabij de stad Merced. De campus ligt zo'n 10 kilometer ten noordoosten van Merced en grenst aan het kunstmatige meer Lake Yosemite. UC Merced is de meeste recente campus van het Universiteit van Californië-systeem, dat in totaal tien universiteiten omvat. Tot voor de opening van de universiteit in 2005 was de San Joaquin Valley de grootste en meest bevolkte regio in de staat zonder een UC-campus.

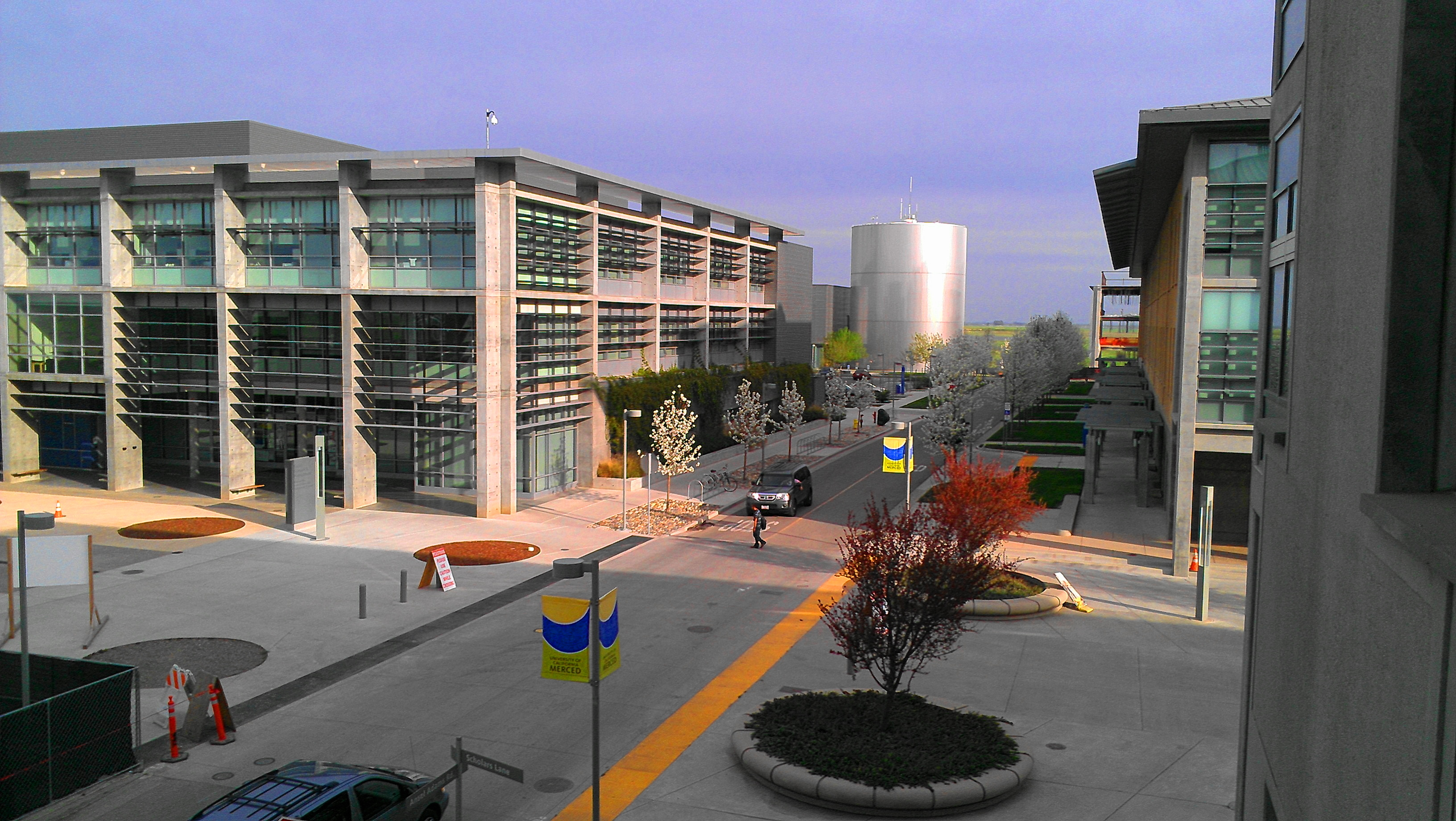
De Ansel Adams Road op de campus van UC Merced.

In het najaar van 2012 studeerden er 5.760 studenten en had de universiteit een academische staf van 264 personen. Er zijn drie faculteiten, schools genoemd: ingenieurswetenschappen, natuurwetenschappen en sociale wetenschappen, geesteswetenschappen en kunst. Op het undergraduate-niveau worden er 19 majors en 22 minors aangeboden. Er zijn 11 graduate-programma's, gaande van toegepaste wiskunde over psychologie naar wereldculturen.